# Ignorance du genre
Ne doit pas être confondu avec Bisexualité.

Le cercle violet est un symbole de la neutralité du genre, il provient des deux symboles de genre, et les couleurs mélangées, représenté sans la croix ou flèche utilisé dans les symboles de genre (♂ et ♀).

Une personne ignorant le genre (ou unisexe) est quelqu'un qui n'adhère pas à la distinction selon le genre.

## Terminologie
« Unisexe » est un terme plus ancien, et un abus de langage qui signifie « un seul sexe ». Il ne doit pas être confondu avec la bisexualité. L'« ignorance du genre » va cependant contre la plupart des principes de l'hétéronormativité en affirmant ne pas porter d'importance au genre du tout.

## Chambres d'hôpital mixtes
L'utilisation de chambres d'hôpital mixtes a suscité des controverses en Grande-Bretagne et au Canada. Le ministre de la Santé du Manitoba, Theresa Oswald, a fait mener une campagne contre ces chambres après avoir reçu des plaintes d'un patient de Winnipeg, Ollie Ingram. Oswald dit si l'humanité peut « mettre quelqu'un sur la lune », il peut trouver un moyen d'honorer les demandes de distinction de genre sans entraîner des retards envers les patients. D'autre part, certains éthiciens médicaux ont critiqué les efforts pour revenir à des chambres non mixtes. Jacob Appel, un défenseur des chambres mixtes aux États-Unis, a écrit que l'opposition aux chambres de genre mixte provient du « c'était mieux avant » et fait valoir que : « Parce que certaines personnes ont eu peur en partageant une chambre avec une personne du sexe opposé, ou ont rougi à la perspective d'entrevoir une partie du corps lorsqu'une robe ouverte glisse, c'est consacrer et perpétuer ce préjugé dans la politique sociale » la Grande-Bretagne a accepté cette phase de chambres mixtes jusqu'à 2010.

## La neutralité du genre dans les toilettes publiques
La fin de la séparation des sexes est étroitement liée à la perspective de l'ignorance du genre. Cela comprend la fin du sexisme[pas clair] dans la discrimination des installations exclusivement réservées pour un seul genre tels que les toilettes publiques dans certains cas.[réf. nécessaire]